# Denumirea Bayer

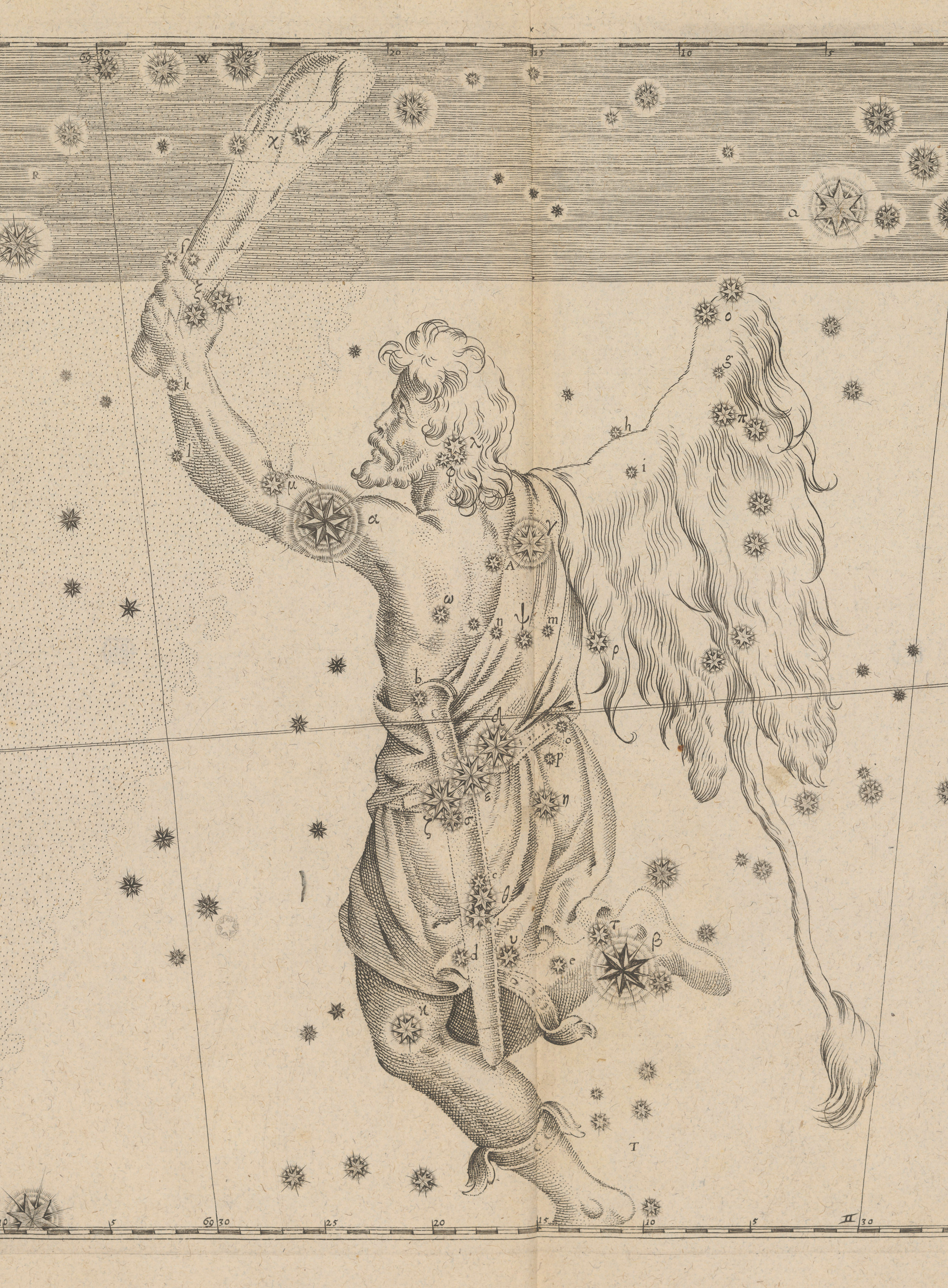
Gravură extrasă din Uranometria, care prezintă constelația Orion. Stelele sunt desemnate printr-o literă grecească.
Imaginea este reprodusă cu autorizarea amabilă a bibliotecii U. S. Naval Observatory.

Denumirea Bayer folosește literele alfabetului grecesc pentru a identifica stelele dintr-o anumită constelație. Notarea începe de la litera grecească alfa și se termină cu litera grecească omega, în ordinea (în general) crescătoare a magnitudinii aparente a stelelor, urmată de genitivul numelui latin al constelației în care se află steaua. Această modalitate este foarte folosită în limbajul astronomilor și în programe de tip planetarium, precum Starry Night.
Aceste denumiri au fost introduse de astronomul german Johann Bayer, în atlasul său ceresc Uranometria, în 1603.

## Principii
O denumire Bayer este formată din două părți:
- o literă, în general o literă grecească minusculă, dar și o literă latină minusculă sau majusculă;
- genitivul numelui latin al constelației în care este situată steaua.

Astfel, α Tauri (pronunțat « Alpha Tauri ») este denumirea Bayer a stelei Aldebaran. Este posibilă și folosirea unei abrevieri de trei litere a constelației: Aldebaran este desemnată astfel prin α Tau.